# 나뭇잎해룡
나뭇잎해룡은 실고기과의 물고기로 목의 능선에 있는 가슴 지느러미와 꼬리 끝 쪽 등 지느러미를 이용하여 스스로 나아가며, 이 작은 지느러미들은 투명하고 미세하게 물결치듯 움직이면서 마치 떠다니는 해초처럼 보이도록 한다.

### 서식지 및 분포
나뭇잎 해룡은 계절적으로 수온이 13~19도인 호주 남부 남부 해역에서만 발견되는데, 동쪽 끝에 있는 빅토리아 주의 윌슨 곶(Wilson's Promontory)에서 서쪽으로 서호주의 [[:en:Perth|퍼스(Perrus seadragon}}, 틀:학eques range map.pngng|en|leafy 명|Phycodurus eques}})은 실고기과 실고기아과 나뭇잎해룡속(Phycodurus)에 속하는 바닷물고기로, 실고기·해마와는 같은 과에 속해있으며 나뭇잎해룡속 내에서는 유일종이다. 주로 호주의 남부와 서부 해안에서 발견되며, '해룡'이라는 명칭은 그들의 외모적 특징에서 비롯되었다. 몸 천제에서 잎 모양의 돌기나 돌출되어 있으며, 이 돌출부는 추진에 사용되지 않고, 위장 역할th)]]에서 북쪽으로 220km 떨어진 서쪽의 주리엔 만(Jurien Bay)에 걸 발견된다. 바위 암초, 암초 근처의 모래밭, 해초 바닥 그리고 해초 목초지 사이에서 서식한다. 예전에는 개체들이 제한된 좁은 범위 내에서만 서식한다고 알려져 있었으나 더 많은 연구를 통해 해룡은 실제로 서식지에서 수백 미터 떨어진 곳에서도 활동하며 그들의 방향 감각을 이용하여 서식지로 돌아온다는 것이 밝혀졌다. 한 개체를 관찰한 결과 최대 68시간까지 한 위치에서 머물렀으나, 시속 최대 150m까지 이동한 것이 관찰되었다.
그러나 매우 연약하고 자연 서식지 밖에서는 생존하기가 어려운데, 수압의 변화로 적절한 먹이 공급이 이루어지지 않으면 생존이 어려울 수 있다.

### 생태학
나뭇잎 해룡은 주로 단독 생활을 하는 동물이며 번식기에 수컷이 암컷에게 구애를 하고, 짝을 지어 번식한다. 부화하는 순간부터, 나뭇잎 해룡은 독립적으로 생활하며 부화한 지 약 2년이 지난 시점부터 성체가 되어 번식할 준비를 마친다. 정확한 자연 환경에서의 수명은 알려지지 않았으나 약 7-10년 정도 살 것으로 추정된다.

### 물리적 특성
나뭇잎 해룡은 융합된 턱과 단단한 몸을 가지고 있는데, 비늘이 없으며 몸은 단단한 뼈로 덮여 있다. 길고 가는 주둥이와 전체 길이의 약 절반 정도 되는 꼬리를 가지고 있다. 정교한 잎 모양의 기관이 머리, 몸 그리고 꼬리에 있으며 꼬리 지느러미와 등 지느러미를 가지고 있다. 또한 길고 날카로운 가시를 가지고 있다. 얕은 물에 서식하는 나뭇잎 해룡은 황갈색 또는 녹색을 띠며 깊은 물에 서식하는 나뭇잎 해룡은 어두운 갈색에서 진한 자주색을 띤다. 최대 길이는 35cm이다.

### 생식과 번식
나뭇잎 해룡은 해마와 마찬가지로 수컷이 알을 돌보는데, 짝짓기 후 암컷이. 수컷이 9-45일 간 알을 품으며, 이후 번식기 동안 최대 250개의 밝은 분홍색 알을 낳은 다음 긴 산란관으로 수컷의 꼬리에 놓는다. 9주 후 알이 부화하며, 알은 보라색이나 주황색으로 변한다. 이후 수컷은 새끼가 나올 때까지 약 24-48시간 동안 꼬리의 부피를 늘린다. 수컷의 주머니에서 방출되는 어린 개체들은 밖에 나온 순간부터 독립적으로 생존하며 5% 미만의 개체만이 성체까지 살아남는다. 치어는 외부에 부착된 작은 난황낭을 통해 며칠 간 생계를 유지하며 이후 본능적으로 먹이를 사냥하며 생존한다.

### 먹이
나뭇잎 해룡은 긴 주둥이를 사용하여 먹이를 빨아들이는데, 주로 동물성 플랑크톤과 작은 새우, 물고기, 양서류등 아주 작은 갑각류 섭취한다.

### 보존
최근 산업 유출수로 인 바다의 오염, 지구온난화 등의 원인으로 인해 해조류와 해초 층의 손실로 나뭇잎 해룡의 서식지가 파괴되고 있다. 또한 애완 및 전시를 목적으로 한 개인의 무분별한 포획으로 인해 1990년대 초까지 나뭇잎 해룡의 수가 매우 심각하게 줄어들어 호주 정부에서 나뭇잎 해룡에 대한 보호조치를 취했다. 1987년을 시작으로 호주 다양한 지역에서 보호 종으로 선정됐으며 호주정부의 환경 보호 및 생물 다양성 보전법 1999(Environment Protection and Biodiversity Conservation Act 1)에 등재되었다. 또한 2006년까지 IUCN 적색 목록에 멸종 위기 종으로 등록되었다.

## 같이 보기
- 루비해룡
- 해마 (동물)